# Wild Cargo

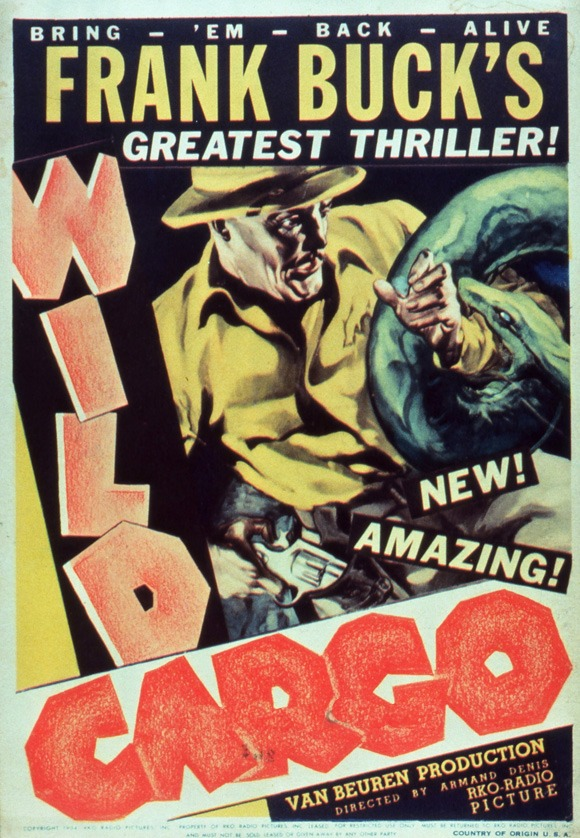
Affiche du film

Wild Cargo est un film documentaire américain réalisé par Armand Denis mettant en scène l'aventurier Frank Buck et sorti en 1934.

## Synopsis
Frank Buck montre les techniques avec lesquelles il capture des oiseaux, des mammifères et des reptiles. De nombreuses scènes sont filmées dans l'empire malaisien du sultan Ibrahim of Johor (en), qui apparait en personne dans le film.

## Fiche technique
- Réalisation : Armand Denis (en)

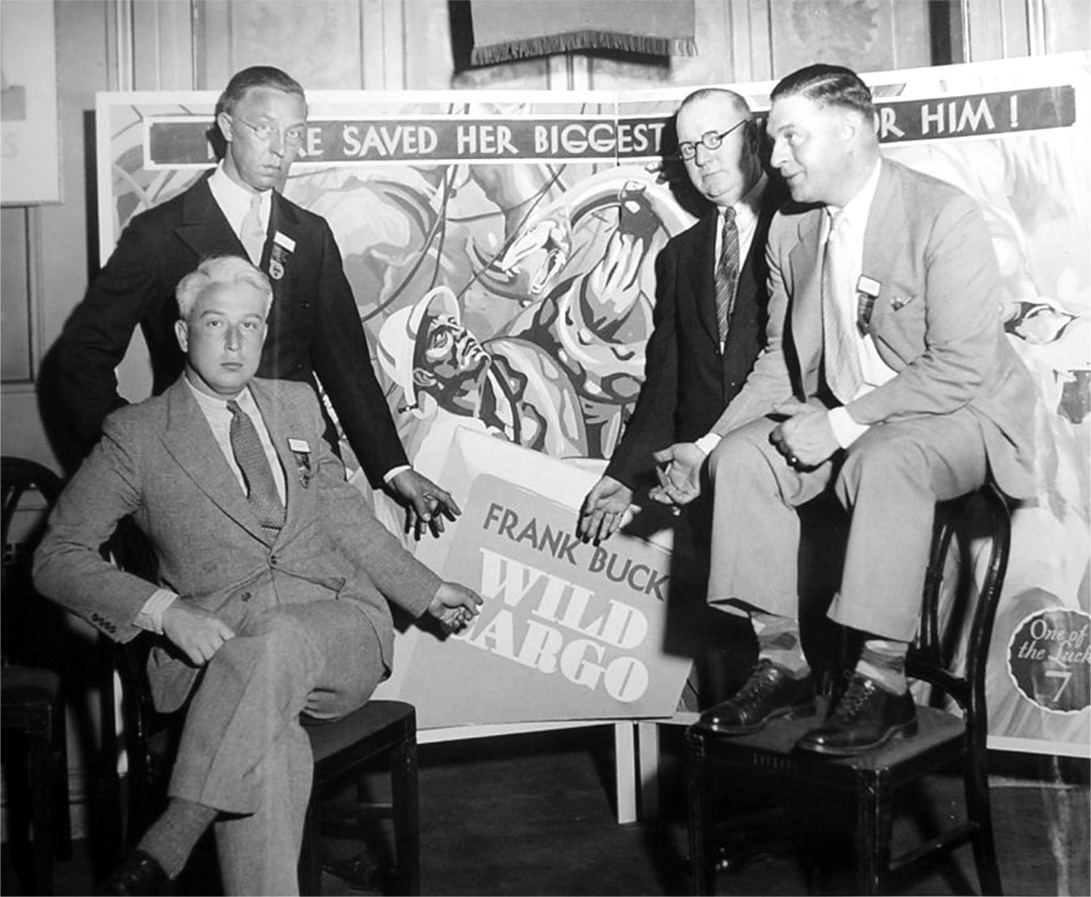
Le réalisateur Armand Denis (à droite) présentant l'affiche du film.

- Scénario : Frank Buck, Edward Anthony, Courtney Ryley Cooper (dialogues et récit)
- Production : Amedee J. Van Beuren (Van Beuren Studios)
- Photographie : Leroy G. Phelps, Nicholas Cavaliere
- Montage : Sam B. Jacobson
- Musique : Winston Sharples
- Durée : 96 minutes
- Date de sortie : 
  - États-Unis : 6 avril 1934

## Distribution
- Frank Buck

## Réception
D'après leThe New York Times, « Bien qu'il semble que plusieurs incidents aient été préparées à l'avance, ils sont néanmoins relativement passionnants ».
Le film a rapporté 100 000 $ à RKO, mais cela a été décevant au box-office.
Le film a été ultérieurement critiqué pour sa cruauté envers les animaux: Buck plaçait des animaux dans de petits enclos de façon qu'ils se battent entre eux, par exemple un léopard et un python, ou un tigre et un crocodile. Ces scènes étaient filmées au camp de Frank Buck, à proximité de la route, et non pas dans la jungle.